# Sondika
Sondika – gmina w Hiszpanii, w prowincji Biskaja, w Kraju Basków, o powierzchni 6,3 km². W 2011 roku gmina liczyła 4548 mieszkańców.